# جاسبر بيكر
جاسبر بيكر (بالإنجليزية: Jasper Becker)‏ هو صحفي بريطاني، ولد في 19 مايو 1956 في لندن في المملكة المتحدة.